# Calle 54
Calle 54 és una pel·lícula documental i musical dirigida per Fernando Trueba i estrenada l'any 2000. Es tracta d'un treball d'investigació i seguiment en el qual es ret homenatge als artistes més destacats del gènere musical jazz llatí. En els XV Premis Goya va guanyar el Goya al millor so, i va estar també nominat a les categories de millor fotografia (José Luis López-Linares) i millor muntatge (Carmen Frías).

## Argument
A la pel·lícula hi apareixen, entre altres, artistes brasilers com Eliane Elias; cubans com Paquito D'Rivera, Bebo Valdés i Chucho Valdés; espanyols com Chano Domínguez; dominicans com Michel Camilo; veneçolans com Aquiles Báez; porto-riquenys com Tito Puente i Jerry González; i argentins com Gato Barbieri. La pel·lícula es defineix com «un musical sobre la música, on el guió i l'argument són les mateixes peces musicals que els protagonistes interpreten». Així, els protagonistes són els mateixos músics.
Calle 54 fa un recorregut pels diferents subgèneres inclosos dins del Latin Jazz, que barreja el ritme i el so de la  música llatina (com la rumba, la samba, el joropo o el flamenc) amb l'harmonia i l'estructura del jazz. Gran part de la pel·lícula consisteix en els artistes principals tocant amb les seves bandes.

## La producció musical
Arran de l'èxit de la pel·lícula, el seu director Fernando Trueba va muntar l'empresa productora Calle 54 Record per tal de produir els treballs d'importants músics de Latin Jazz. Destaca la recuperació d'un vell músic cubà que havia caigut en l'oblit com Bebo Valdés, que ha enregistrat amb aquesta productora important discos formant duets amb Diego el Cigala, el seu fill Chucho Valdés, Federico Britos i Javier Colina.